# Sam Gopal
Sam Gopal (* 4. Dezember 1944 in Ipoh, Malaysia) ist ein malaysischer Tabla-Spieler, der in den 1960er Jahren mit seinen Bands „Sam Gopal Dream“ und „Sam Gopal“ an der Entwicklung des britischen Psychedelic Rock beteiligt war.

## Leben
Geboren in Malaysia, begann Sam Gopal mit sieben Jahren, Tabla zu spielen. 1962 kam er als Musikstudent nach London. Mitte der 1960er gründete er die Band „Sam Gopal Dream“, mit Mick Huntchinson an der Gitarre und Pete Sears am Bass. Später kam der Keyboardspieler Andy Clark dazu. Trotz einiger Aufnahmen brach die Gruppe bald auseinander.
Gopal stellte eine neue Band namens „Sam Gopal“ zusammen. Mitglieder waren außer Gopal Lemmy (Gitarre und Gesang; später Gründer von Motörhead), Roger D’Elia (Gitarre) und Phil Duke (Bass). Sie brachten das Album Escalator und die Single Horse heraus, lösten sich jedoch nach nur einem Jahr wieder auf.
Eine zweite Version der Gruppe „Sam Gopal“, zusammengestellt 1969, bestand neben Gopal aus Alan Mark (Gesang), Mox Gowland (Mundharmonika, Flöten), Micky Finn Waller (Gitarre) und Freddie Gandy (Bass). Die Gruppe nannte sich später „Cosmosis“. Obwohl sie mit Peter Grant einen erfolgreichen Manager bekamen (The Yardbirds, Led Zeppelin), blieb der große Durchbruch aus. Ein schwerer Autounfall Anfang der 1970er ließ Sam Gopal für lange Zeit kürzertreten.
Nach einem Aufenthalt in Paris und Aufnahmen mit Didier Malherbe und Patrice Lemoine ging Gopal für mehrere Jahre nach Nepal. 1988 kam er nach Berlin, wo er die Band „Sangit“ gründete. Sie machten unter anderem die Musik zur Dokumentationsreihe „The Great Moghuls“ (1990). Mit Andy Clark nahm Gopal die Alben Soap Opera (1990) und Not For Sale (1991) auf.
In den 1990ern wandte sich Sam Gopal der 12-Ton-Musik zu. 1999 erschien das Album Father Mucker.